# Olympische Zwischenspiele 1906/Leichtathletik – Hochsprung (Männer)
Der Hochsprung der Männer bei den Olympischen Zwischenspielen 1906 in Athen wurde am 1. Mai 1906 entschieden. Der Wettkampf begann bereits am 30. April, musste am Abend jedoch wegen Dunkelheit unterbrochen werden. Für die lange Dauer waren zwei Faktoren verantwortlich: Einerseits begann man bei einer Höhe von 1,375 Metern und steigerte jeweils nur um einen Zentimeter. Andererseits sah das Reglement vor, dass alle verbliebenen Teilnehmer bei jeder Höhe anzutreten hatten.

## Rekorde
| Weltrekord         | 1,97 m | Vereinigte Staaten | Michael Sweeney | 1895 |
| Olympischer Rekord | 1,90 m | Vereinigte Staaten | Irving Baxter   | 1900 |

## Ergebnisse
| Platz | Athlet                | Land           | Höhe (m) |
| ----- | --------------------- | -------------- | -------- |
| 1     | Con Leahy             | Großbritannien | 1,775    |
| 2     | Lajos Gönczy          | Ungarn         | 1,75     |
| 3     | Herbert Kerrigan      | USA            | 1,725    |
| 3     | Themistoklis Diakidis | Griechenland   | 1,725    |
| 5     | Gunnar Rönström       | Schweden       | 1,70     |
| 6     | Bruno Söderström      | Schweden       | 1,675    |
| 6     | Halfdan Bjølgerud     | Norwegen       | 1,675    |
| 8     | Paul Weinstein        | Deutschland    | 1,65     |
|       | Gustav Krojer         | Österreich     | k. A.    |
|       | Theodor Scheidl       | Österreich     | k. A.    |
|       | Léon Dupont           | Belgien        | k. A.    |
|       | Aage Petersen         | Dänemark       | k. A.    |
|       | Niels Løw             | Dänemark       | k. A.    |
|       | Otto Bock             | Dänemark       | k. A.    |
|       | Henri Molinié         | Frankreich     | k. A.    |
|       | Jean Papot            | Frankreich     | k. A.    |
|       | Josef Krämer          | Deutschland    | k. A.    |
|       | Peter O’Connor        | Großbritannien | k. A.    |
|       | Nikolaos Andreadakis  | Griechenland   | k. A.    |
|       | Nikolaos Drosinos     | Griechenland   | k. A.    |
|       | Nikolaos Mourmouris   | Griechenland   | k. A.    |
|       | Géza Szegedy          | Ungarn         | k. A.    |
|       | István Somodi         | Ungarn         | k. A.    |
|       | Pál Vargha            | Ungarn         | k. A.    |

Der Wettbewerb zog sich auf Grund der unglücklichen Vorgaben (Steigerung um einen Zentimeter und Verbot, eine Höhe auszulassen) über viele Stunden hin. Nachdem noch acht Springer 1,65 m überquert hatten, entschloss man sich die Latte jeweils um 2,5 Zentimeter zu erhöhen. Mit schließlich noch fünf verbliebenen Teilnehmern wurde der Hochsprung am Abend wegen Dunkelheit unterbrochen. Am nächsten Tag wurden dann der Olympiasieger und die Medaillengewinner ermittelt. Leahy versuchte sich abschließend noch an 1,85 m, scheiterte jedoch zweimal und verzichtete auf den dritten Versuch.